# 角川パーフェクト過去問シリーズ
角川パーフェクト過去問シリーズ（かどかわパーフェクトかこもんシリーズ）は、KADOKAWAから出版されている学習参考書のシリーズ。

## 概要
2018年に早稲田大学の教育学部と商学部と理工学部、慶應義塾大学の経済学部と商学部と理工学部の2019年度版の6冊で創刊。各大学の3年分の過去問を、大手予備校の講師による解説と共に収録。従来の大学受験の過去問題集は、小さいや、白黒で見にくいや、解説が足りないなどの受験生の声があったため、これらを解決させるために創刊。フルカラー使用で、問題から派生する重要知識や過去の出題例なども多数掲載。
2019年には2020年度版が発売され、2018年に発売された2019年度版の大学に加え、法政大学と明治大学と同志社大学と立命館大学も加えた計6大学12学部がラインナップされる。2020年度版より電子書籍でも刊行される。電子書籍では書き込みができなかったり、著作権の都合で掲載されない問題がある。